# خوان (بازیکن فوتبال)
خوان سیلویرا دوس سانتوس (پرتغالی: Juan Silveira dos Santos؛ زادهٔ ۱ فوریهٔ ۱۹۷۹) که عموماً با نام خوان شناخته می‌شود، بازیکن فوتبال پیشین اهل برزیل است.
از باشگاه‌هایی که در آن بازی کرده‌است می‌توان به فلامینگو، بایر لورکوزن، رم و اینترناسیونال اشاره کرد.
وی همچنین در تیم ملی فوتبال برزیل بازی کرده‌است.